# Véronique Bigo
Pour les articles homonymes, voir Bigo.
 (avril 2011).
Véronique Bigo est artiste peintre, née en 1946 à Lille. Elle vit actuellement à Marseille.

## Biographie
En 1970, après des études aux Beaux Arts de Lille, Véronique Bigo décide de partir à Rome où elle s’installe jusqu’en 1986. C’est là que l’artiste pose les bases de sa peinture : la palette est noire – quelques rares traces de rose, vert ou jaune se superposent parfois – et la toile en lin brut. Dans les grandes lignes, son travail embrasse la voie de l’art figuratif, privilégiant l’objet quel qu’il soit selon les séries. Car ce sont les thèmes qui prédominent dans la peinture de Véronique Bigo et qui fournissent l’inspiration pour ce qui est des sujets peints.
D’un coup de pinceau sûr et décidé, elle donne forme à l’objet en lui insufflant ensuite des jeux d’ombres particulièrement contrastés à l’aide de minuscules taches qui lui confèrent une probante matérialité. Ainsi, le rapport entre l’œil de l’observateur et la toile n’en ressort que plus bouleversé, d’autant que les formats peuvent être très grands : un gobelet de 3 mètres de haut, par exemple, impose un regard nouveau et implique une considération inédite de l’objet et de son vécu.
Plusieurs phases se distinguent dans l’œuvre de Véronique Bigo :

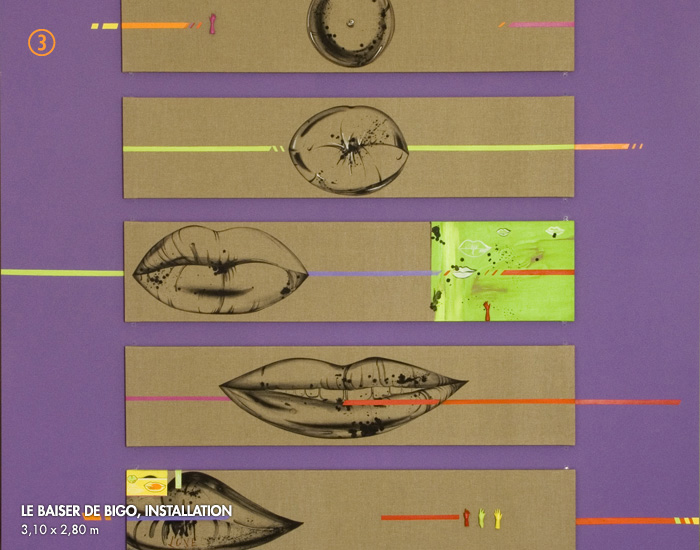
Installation : Le Baiser de Rodin - Musée des Beaux Arts de Nice - 2009
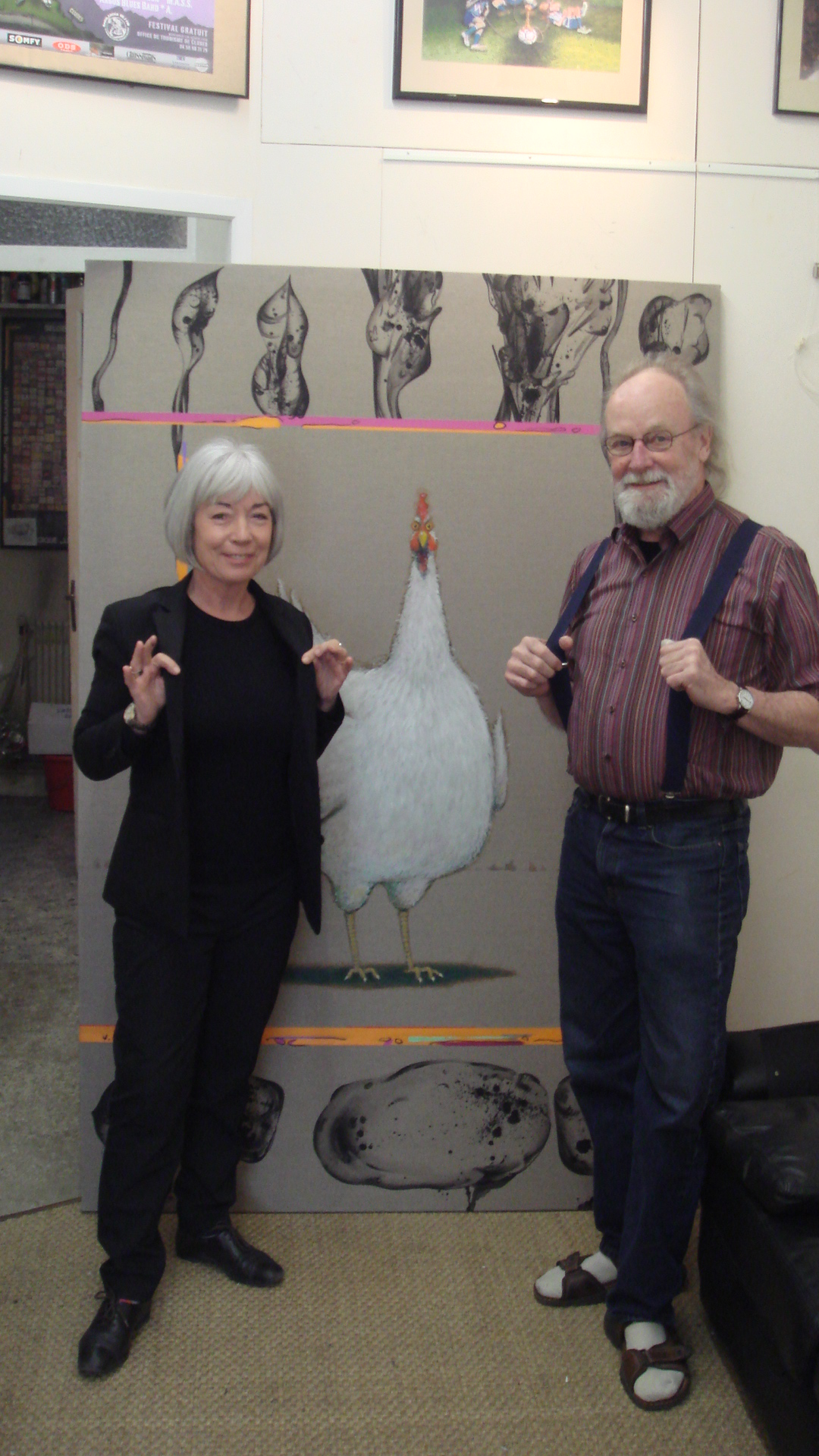
Veronique Bigo - Gilbert Shelton - QIPT - Paris - 2013
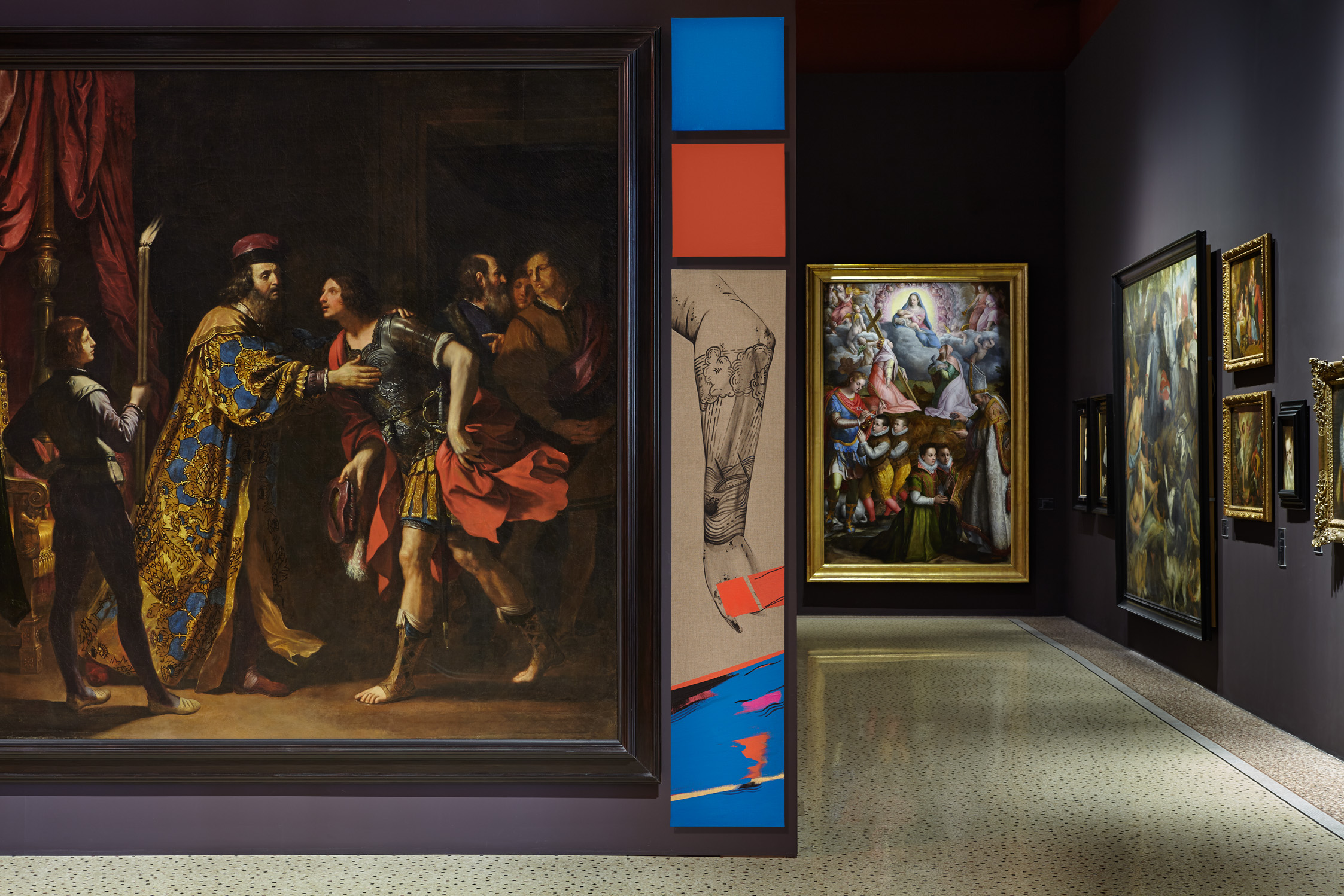
Veronique Bigo - Palais Longchamp - Musée des Beaux Arts - Marseille - 2017
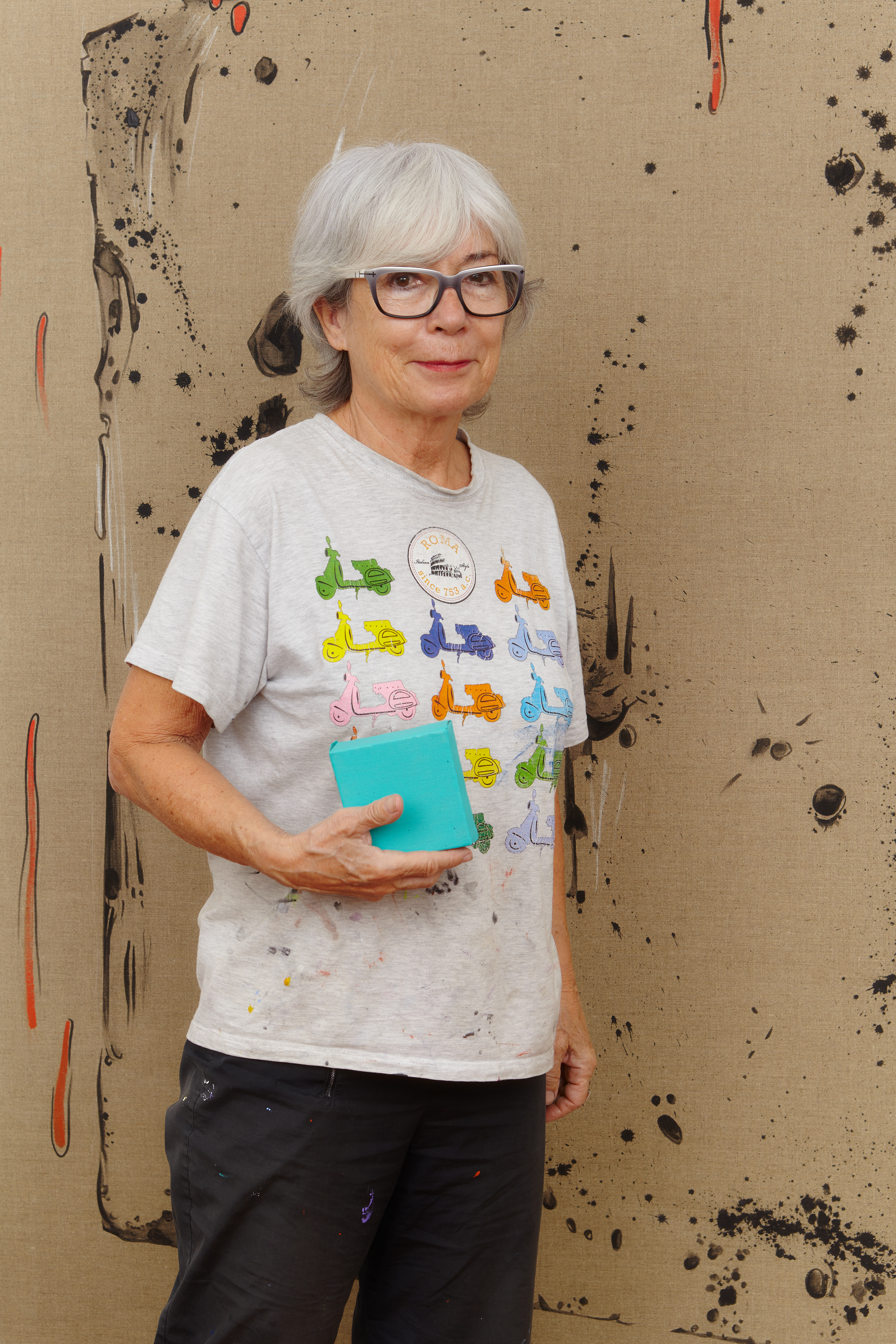
Portrait Véronique Bigo - Mac - Musée d'Art Contemporain - Marseille - 2017
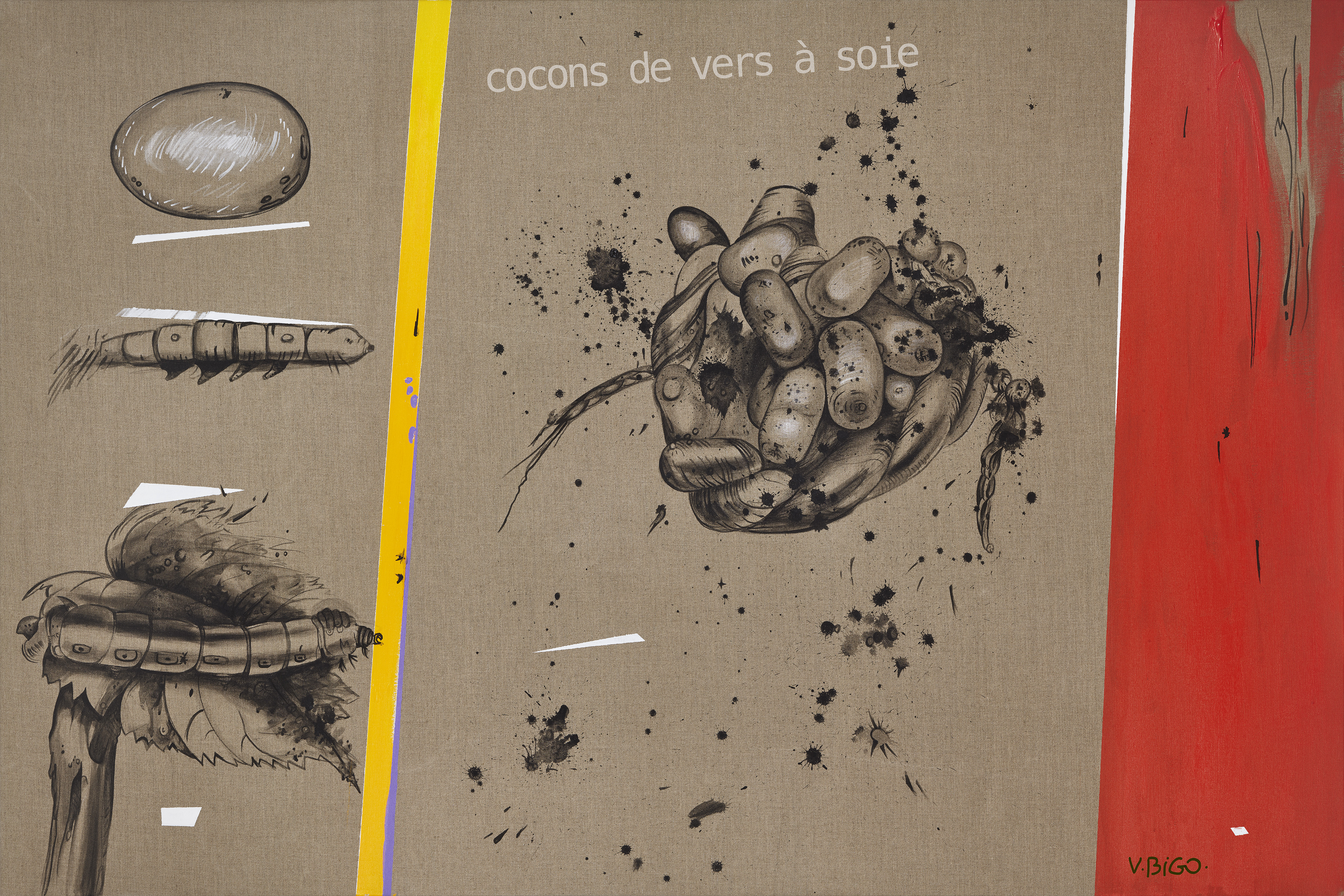
Veronique Bigo - Pasteur - Musée de la Vigne et du Vin - Arbois - 2018 - Bâche 6 x 4 m

- L’ANTIQUITÉ / Rome, Égypte, Indonésie, Malte… 1975 – 1986 : inspirée par les ruines romaines, égyptiennes… / morceaux de statues, obélisques, détails architecturaux…
- LES OBJETS / Paris 1986 – 2000 : inspirée par les créations de designers, objets du quotidien, mode / chaises, lampes, prototypes, sacs…
- L’ORGANIQUE / Marseille 1995 – 2000 : inspirée par la nature, la terre, le corps / fleurs, bulbes, bouches…
- PARCOURS / Paris et Marseille depuis 2000 : inspirée par des lieux, des personnages, des destins / objets symboliques, création de parcours entre réel et imaginaire…

Son activité principale restant la peinture, Véronique Bigo est néanmoins très active sur d’autres fronts. 
Depuis 1980, elle collabore à de nombreux projets d’architecture et aménagements tels que des bureaux, des usines, des aéroports ou différents appartements. Ainsi, elle est amenée à créer du mobilier ou des objets décoratifs.
A enseigné dans les écoles d’architecture de Saint-Étienne et de Toulouse, titulaire à l’École d’Architecture de Paris La Villette en Arts plastiques et visuels – Représentations de l'architecture.

## Liste sélective d'expositions personnelles
- 1986 Institut français de Florence et de Rome.
- 1997 MAMAC musée d'art contemporain de Nice.
- 1998 PARCOURS, «20 lieux – 20 métaphores (hier et aujourd’hui)», Centre culturel de la ville d’Athènes.
- 2002 PARCOURS, 7 bâches (8mx5m), Installation dans les jardins et granges – Musée des granges de Port-Royal[1]
- 2006 PARCOURS, «Fantasmagories», au centre d ‘Art Villa Tamaris. La Seyne-sur-Mer.
- 2008 PARCOURS, «Hommage à Marie Bashkirtseff», Musée des Beaux- Arts de Nice[2].
- 2009 PARCOURS, «Mars au Musée», Musée des Beaux- Arts de Nice.
- 2009 PARCOURS, «Le Baiser de Bigo/ Hommage à Rodin», Musée des Beaux- Arts de Nice.
- 2009 PARCOURS, «Véronique Bigo, L’arbre et Raoul Dufy», Journées Européennes du patrimoine, Musée des Beaux-Arts de Nice.
- 2011  «Rétrospective»,  Villa Tamaris Centre d'Art. La Seyne/mer[3]
- 2013  «La Voleuse d'objets», Le Silo. Marseille
- 2017 PARCOURS, «Histoires d'eaux», Musée des Beaux-Arts de Marseille. Parcours dans les 8 musées de Marseille : Musée Cantini, Musée de La Vieille Charité : Musée d'Arts Africains, Océaniens, Amérindiens, Musée d'Archéologie Méditerranéenne, Musée d'Histoire de Marseille, Muséum D'Histoire Naturelle, Musée des Arts décoratifs, de la faïence et de la mode, Musée d'Art Contemporain (MAC)
- 2019 PARCOURS, «Parcours dans les Collections», 6 musées, Aix-en-Provence. Parcours dans les 6 musées d'Aix-en-Provence : Musée Granet,  Musée du Vieil Aix, Musée des Tapisseries, Atelier de Cézanne, Bibliothèque Méjanes, Jardin du Pavillon de Vendôme.

## Liste sélective d'expositions collectives
- 1977 «Mythologies quotidiennes 2», ARC, Musée d'Art Moderne de Paris.
- 1982 «Mes Pierres mystérieuses», Tendances de l'Art dans le Nord Pas de Calais depuis 1945, Musée des Beaux-Arts de Lille.
- 1985 «Tracé de Mémoire» FRAC Champagne /Ardenne.
- 1988 «André Dubreuil / Commode», Galerie Yves Gastou.
- 1991 «Journées internationales du lin», Musée des Monuments français. Paris.
- 1994-5 «La femme, 40 ans de séduction» exposition itinérante – Contrexéville, Musée des Arts Décoratifs Paris, Brest, Marseille, Rennes, Bordeaux, Lorient, Lille…
- 2007 Accrochage au Musée de Dunkerque.
- 2010 Exposition Universelle de Shanghai. Pavillon de France. Plage
- 2013 QIPT : Quelques Instants Plus Tard. Cloître des Cordeliers Paris et Galerie des Petits Papiers Bruxelles.
- 2013 Animaux/Nuages/Chaussures. Galerie Gourvennec Ogor. Marseille
- 2014 Love. (Jonone, Liot, Jef Aérosol...). Galerie Pluskwa. Marseille
- 2015 "Nous sommes Charlie". Galerie Pluskwa. Marseille

## Liste sélective des acquisitions publiques
- 1979 Fonds national d’art contemporain
- 1982 Centre national Georges Pompidou[réf. nécessaire], tableaux, Paris
- 1983 Musée d’Art contemporain, Dunkerque
- 1984 FRAC Champagne-Ardenne
- 1985 Franklin Furnace Fondation, New York[réf. nécessaire]
- 1985 Musée de Grenoble
- 1987 Centre National Georges Pompidou, livres lithographies Paris
- 1990 Musée de la Poste, Paris
- 1990 Musée d’Art sacré, Evry
- 1992 Assemblée Nationale
- 1992 Musée d’Art et d’Industrie de Roubaix
- 1992 Ville de Tarascon
- 1993 Ville d’Aix-en-Provence
- 1996 Ville de Luchon
- 2001 Amis des Granges de Port-Royal
- 2002 RMN. Musée des Granges de Port-Royal
- 2007 TPM. Région Toulon, Provence, Méditerranée

## Liste sélective des achats et des commandes
- 1986 Banque Paribas
- 1990 Maison et jardin Éditions Condé- Nast : 40 pages de dessins pour le n° 369 : numéro spécial anniversaire 40 ans
- 1992 Schlumberger
- 2007 Groupe Bonduelle
- 2007 Bijouteries Lepage
- 2007 Banque Crédit Agricole
- 2007 Espace SFR
- 2007 Carlton
- 2015 Montale